# Apedale
Apedale est un village britannique dans la circonscription de Newcastle-under-Lyme dans le Staffordshire.
Le point stratotypique mondial définissant le Sheinwoodien, un étage du Silurien, est à Hughley Brook à Apedale.